# Ascanio (nome)
Ascanio  è un nome proprio di persona italiano maschile.

## Varianti
- Femminile: Ascania

### Varianti in altre lingue
- Catalano: Ascani[2]
- Francese: Ascagne
- Latino: Ascanius[1]
- Polacco: Askaniusz
- Portoghese: Ascânio
- Russo: Асканий (Askanij)
- Spagnolo: Ascanio[2]
- Ucraino: Асканій (Askanij)
- Ungherese: Aszkaniosz

## Origine e diffusione

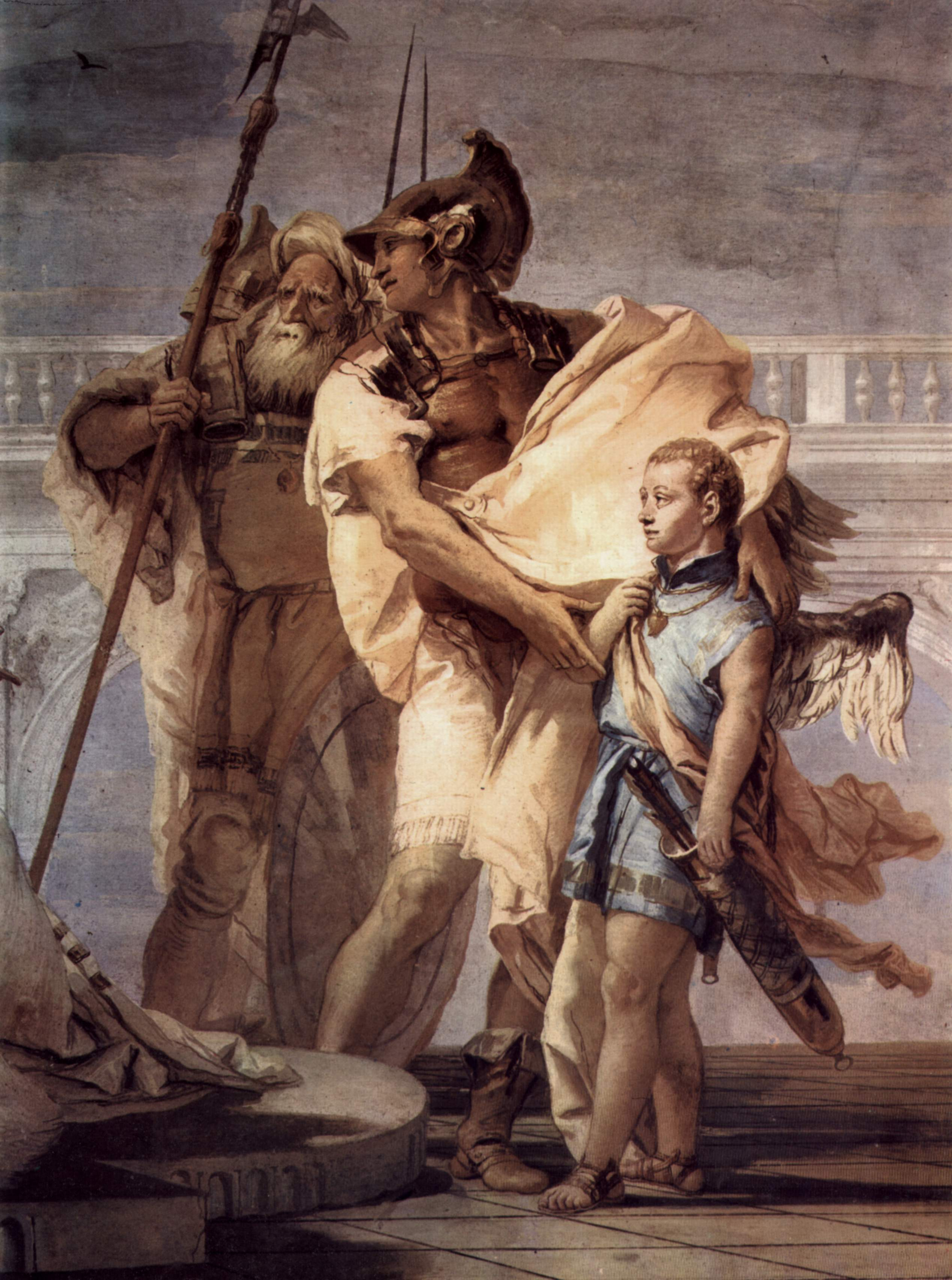
Enea presenta Amore a Didone, nelle sembianze di Ascanio, di Giambattista Tiepolo

Nome di origini classiche e letterarie, è una ripresa rinascimentale del nome di Ascanio, figlio di Enea e di Creusa. Oltre che da lui, è portato anche da due personaggi dell'Iliade: Ascanio, giovane condottiero della Frigia, e uno dei suoi guerrieri.
Il nome, in latino Ascanius, è di origine ignota, anche se si è ipotizzata una correlazione con alcuni toponimi come quello del Lago di Ascanio o quello delle Isole Ascanie.

## Onomastico
Con questo nome si ricordano un santo, Francesco Caracciolo (nato Ascanio), sacerdote e fondatore dei caracciolini, e due beati, Ascanio Nicanore, religioso francescano martire con altri compagni a Damasco, ricordato il 10 luglio, e Alessandro da Ceva (al secolo Ascanio Pallavicino), eremita camaldolese, commemorato il 6 ottobre.

## Persone

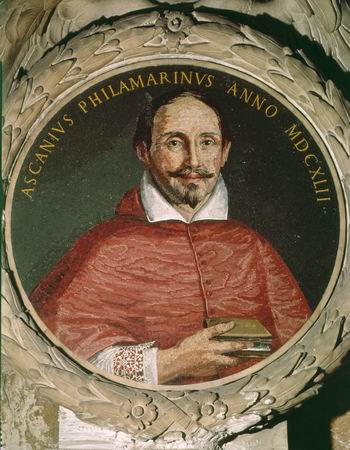
Ascanio Filomarino

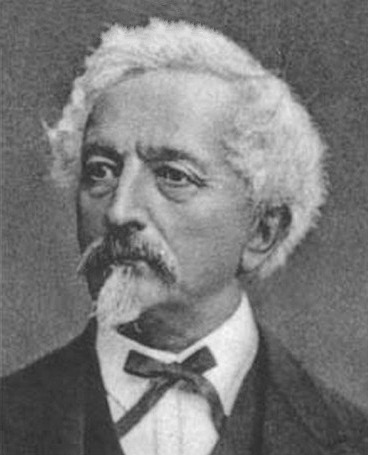
Ascanio Sobrero

- Ascanio Assirelli, calciatore italiano
- Ascanio Branca, patriota e politico italiano
- Marino Ascanio Caracciolo, cardinale italiano
- Ascanio Celestini, attore, scrittore e drammaturgo italiano
- Ascanio Colonna, cardinale e vescovo cattolico italiano
- Ascanio I Colonna, nobile italiano
- Ascanio Condivi, pittore, scultore e scrittore italiano
- Ascanio della Corgna, condottiero e nobile italiano
- Ascanio II della Corgna, nobile italiano
- Ascanio de' Mori da Ceno, poeta italiano
- Ascanio Filomarino, cardinale italiano
- Ascanio Gonzaga, vescovo italiano
- Ascanio Mari, orafo italiano
- Ascanio Mayone, compositore italiano
- Ascanio Pacelli, conduttore televisivo e conduttore radiofonico italiano
- Ascanio Parisani, cardinale e vescovo cattolico italiano
- Ascanio Persio, linguista, umanista e grecista italiano
- Ascanio Pignatelli, poeta italiano
- Guido Ascanio Sforza di Santa Fiora, cardinale e vescovo cattolico italiano
- Ascanio Maria Sforza Visconti, cardinale italiano
- Ascanio Sobrero, chimico e medico italiano
- Ascanio Vittozzi, architetto italiano